# 甜水麵
甜水麵是四川成都小吃，只有麵條和調味醬汁，沒有湯和菜碼。因味帶甜而得名。
麵條的特色是麵身約筷子粗，麵條數量少，口感彈牙偏硬。調味醬汁由辣椒油、蒜泥、芝麻醬、醬油、花椒面、甜紅醬油構成。口味甜中帶辣。冷熱皆可。
甜水麵店的一大特色往往是兼售涼粉、涼麵。